# 32612 Ghatare
32612 Ghatare este o planetă minoră (asteroid), cu un diametru de 3,132 km, din centura de asteroizi. A fost descoperită pe 25 august 2001 la Experimental Test Site⁠(d) de Lincoln Near-Earth Asteroid Research. 
Obiectul prezintă o orbită caracterizată de o semiaxă mare de 2,4422062 UAi, o excentricitate de 0,1, o înclinație de 7,52733 ° în raport cu ecliptica.